# エクレール灯台
もしかして
- エクレルール灯台

ではありませんか？